# Santa Rosa de Calamuchita
Santa Rosa de Calamuchita es una ciudad situada en el Departamento Calamuchita, en la provincia argentina de Córdoba, a 96 km de la capital provincial y a 24 km de la ciudad de Embalse, sobre la ruta provincial 5. Está ubicada en el corazón mismo del Valle de Calamuchita, rodeada de sierras, y disfruta de un clima mediterráneo. El río Santa Rosa atraviesa la ciudad, desde el barrio Santa Mónica al noroeste, hasta el barrio Sexto Loteo al sur.
El turismo es la fuente de trabajo, directa e indirectamente, de gran parte de la población local.[cita requerida] En los últimos años, éste ha crecido en todo el Valle de Calamuchita, incidiendo en la ciudad de Santa Rosa.[cita requerida]

## Historia
En el Valle de Calamuchita habitaban aborígenes agricultores y ceramistas, conocidos como Comechingones.
En 1528 Francisco César fue el primer conquistador español en llegar al Valle de Calamuchita, remontando el río Carcarañá en busca de la supuesta ciudad del Rey Blanco. Los españoles reciben en encomienda los pueblos nativos y en mercedes reales sus tierras, que con el paso del tiempo se convierten en estancias.
Una de ellas, ubicada junto al río, pertenecía a la familia Carranza, quien la nombra Santa Rosa en honor a la Santa Limeña. Luego sus herederos la venden al cura y vicario de Calamuchita Vicente Peñaloza, quien construye la capilla.
La estancia pasa a Pedro Núñez y con el tiempo un 10 de diciembre de 1877 (posteriormente declarado día del origen del pueblo) la familia Baños-Prado Núñez, dona una cuadra cuadrada de su estancia para poblar, dando origen a un poblado que crece lenta y espontáneamente, conocido como Villa Santa Rosa.
Paulatinamente en el lugar se instala una escuela,  una estafeta postal, algunas viviendas, un almacén de Ramos Generales y otros comercios.
En 1923 Estanislao Ramón Baños vende a Diego Garzón el sector centro de la estancia. Posteriormente, el primer loteo es aprobado por catastro en 1935, comenzando así la urbanización del lugar.
En 1941 es designada con el nombre de Santa Rosa de Calamuchita por la entonces Asamblea Legislativa de la provincia de Córdoba.

## Cultura
El ámbito cultural de Santa Rosa de Calamuchita está constituido por diversas instituciones que desarrollan acciones tendientes al fomento de la cultura en todas sus manifestaciones:

### Museo Estanislao Baños

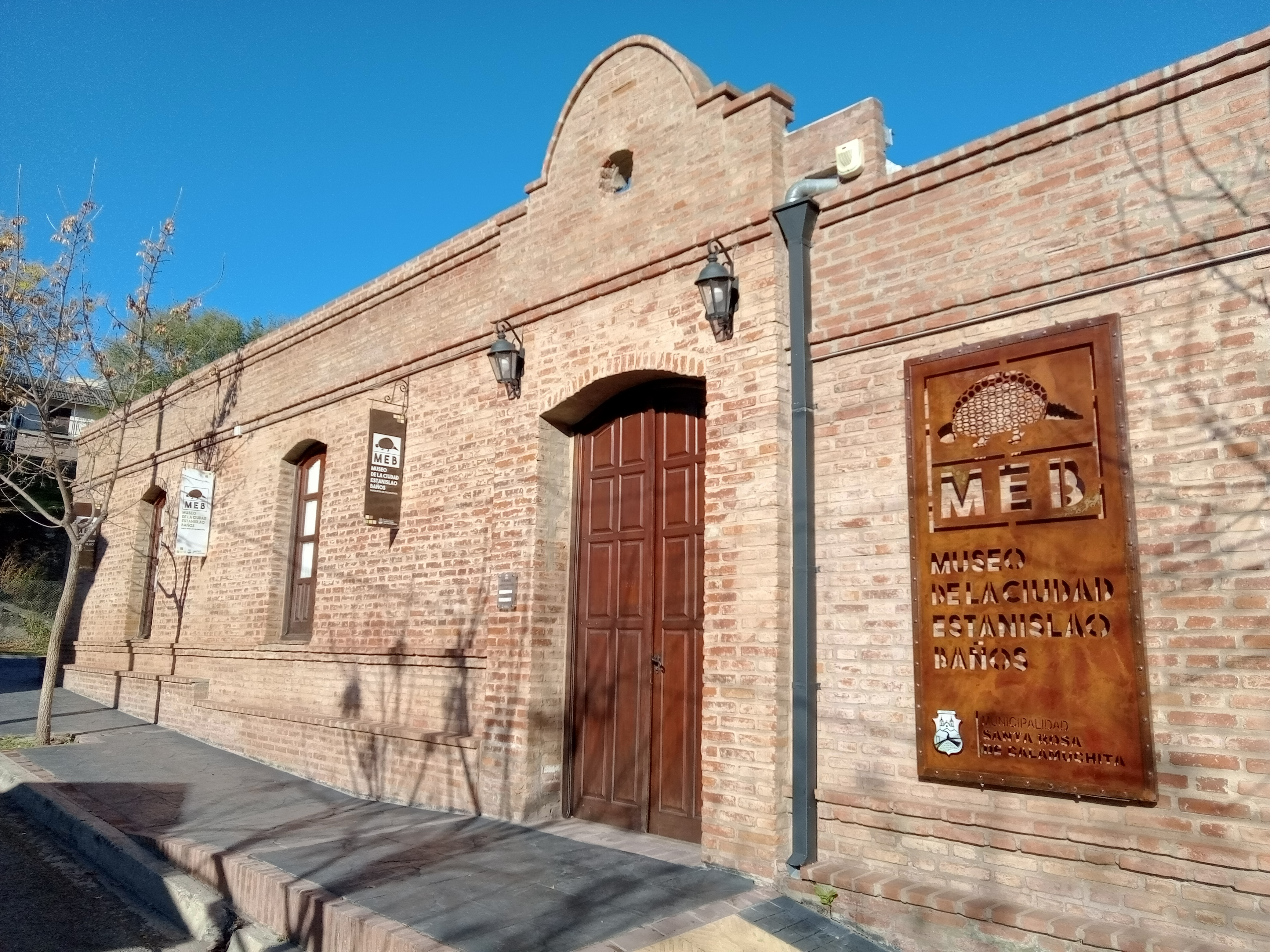
Fachada Museo Estanislao Baños

El Museo Estanislao Baños (MEB), ubicado en el pasaje Humberto Salgado y Corrientes, fue inaugurado en el año 2006, durante la intendencia de Noemí Gigena, funcionando como una muestra de objetos de valor histórico.
En 2021 se refuncionalizó con una propuesta de "nueva museología", con la misión de investigar, interpretar, preservar y comunicar los procesos históricos, sociales, culturales y naturales de la ciudad mediante el patrimonio cultural material e inmaterial. Trabajaron en el proyecto, en lo museológico la museóloga Mónica Labrador, en lo museográfico la arquitecta Gabriela Rivero y en la investigación histórica la profesora Analía Signorile.
Cada año es visitado por más de 3000 turistas, vecinos, investigadores y escolares.[cita requerida]
En esta instancia se rediseñaron sus salas, en las cuales se puede recorrer la historia de la ciudad desde la megafauna (incluyendo el Gliptodonte completo encontrado a la vera del río Santa Rosa), los pobladores originarios, las huellas de la colonia, los primeros inmigrantes y los hitos que marcan el origen de Santa Rosa de Calamuchita.
El MEB trabaja por alcanzar sus objetivos de preservación de piezas,trabajos en red con la comunidad, acercamiento a los establecimientos educativos y proyectos interdisciplinarios.
En noviembre de 2022, se modificó  la sala de Inmigrantes con nuevos objetos que proponen una mirada a las Estafetas, Correo y Radiodifusión a través de representaciones, testimonios de vecinos y un nuevo diseño de esa unidad.

### Paseo de la historia
Al cumplirse un aniversario más del origen de la ciudad, se inauguró el 10 de diciembre de 2022 un nuevo paseo en el casco céntrico de Santa Rosa de Calamuchita.

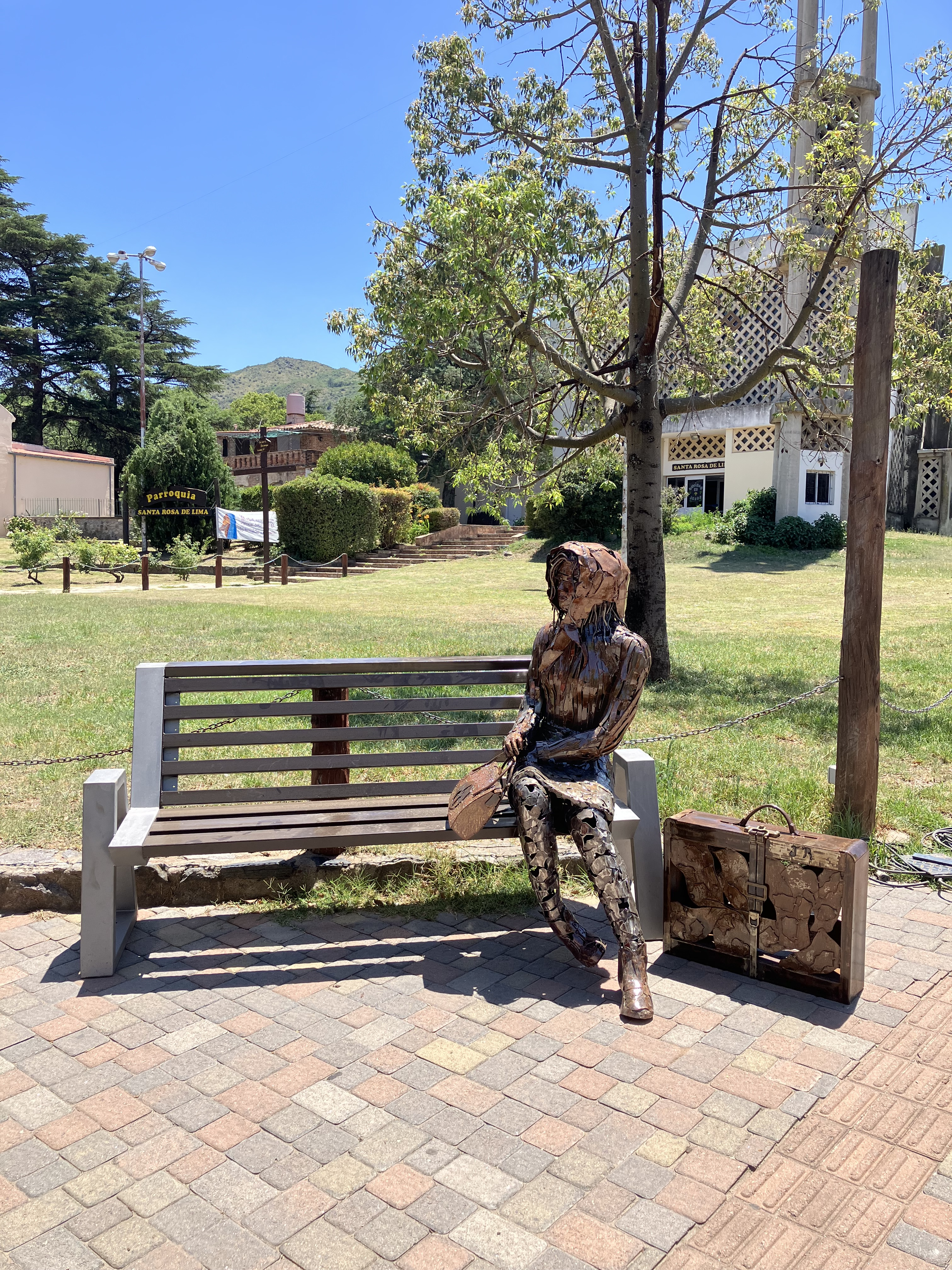
Obra de hierro "La inmigrante de todo los tiempos" - paseo de la historia

El proyecto presentado por Analía Signorile y Marcela Broggi es un atajo que une el centro con la calle Corrientes y el MEB (Museo Estanislao Baños). El paseo ofrece un recorrido de 4 estatuas: la primera representa a los aborígenes de las sierras centrales, luego un “peón rural serrano”, unos pasos más darán acceso a la “plazoleta de Mercedes Prado” y llegando a calle Libertad un banco permite el descanso a la “Inmigrante de todos los tiempos”.

### Museo de Arte Religioso "Capilla Vieja"

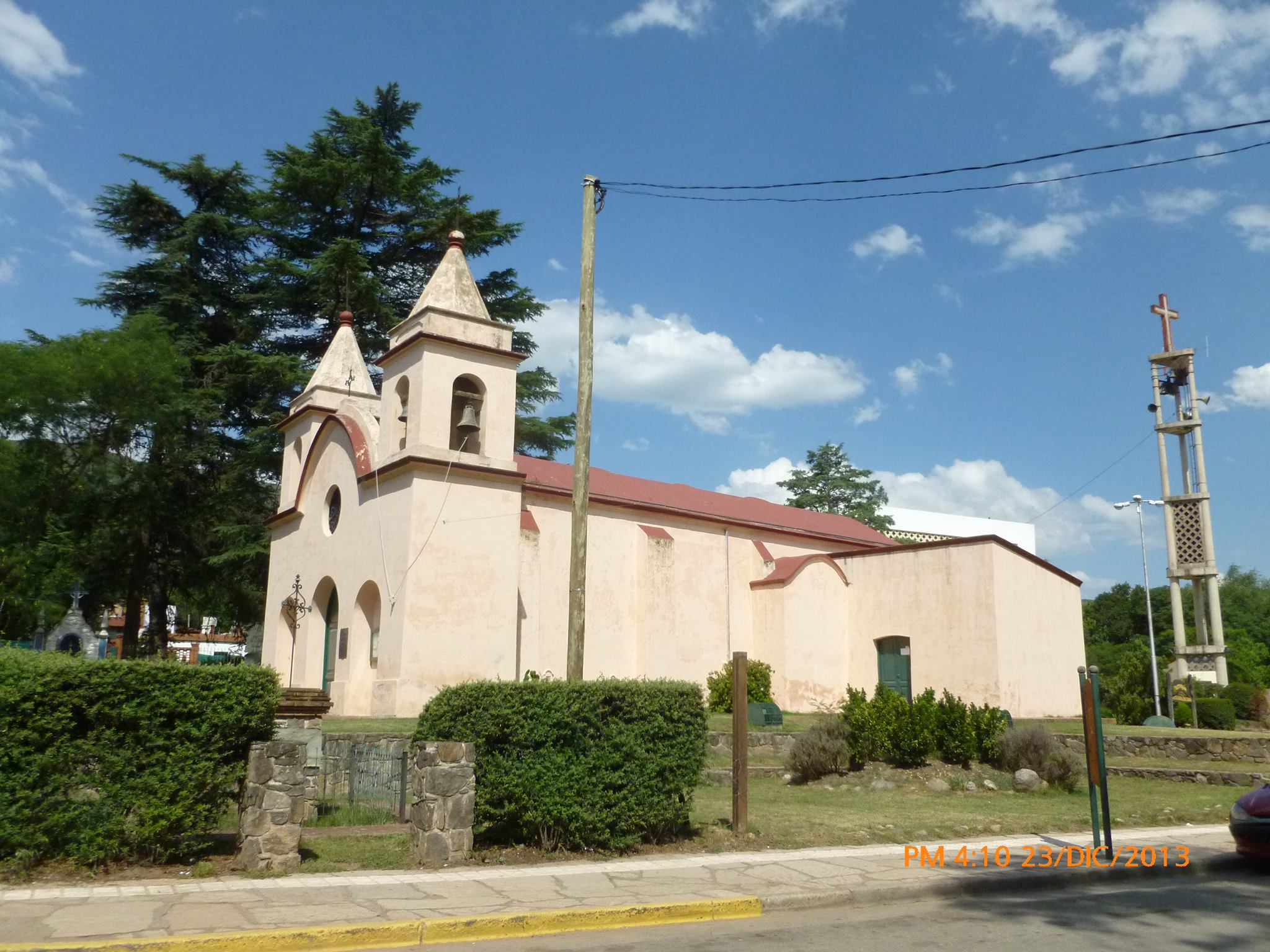
Fachada de la capilla vieja

La capilla Santa Rosa de Lima, también conocida como capilla Vieja, fue construida en el año 1784. Se encuentra ubicada en el casco histórico de la ciudad, sobre la calle Juana de Fernández. Actualmente funciona como Museo de Arte Religioso.

#### Historia

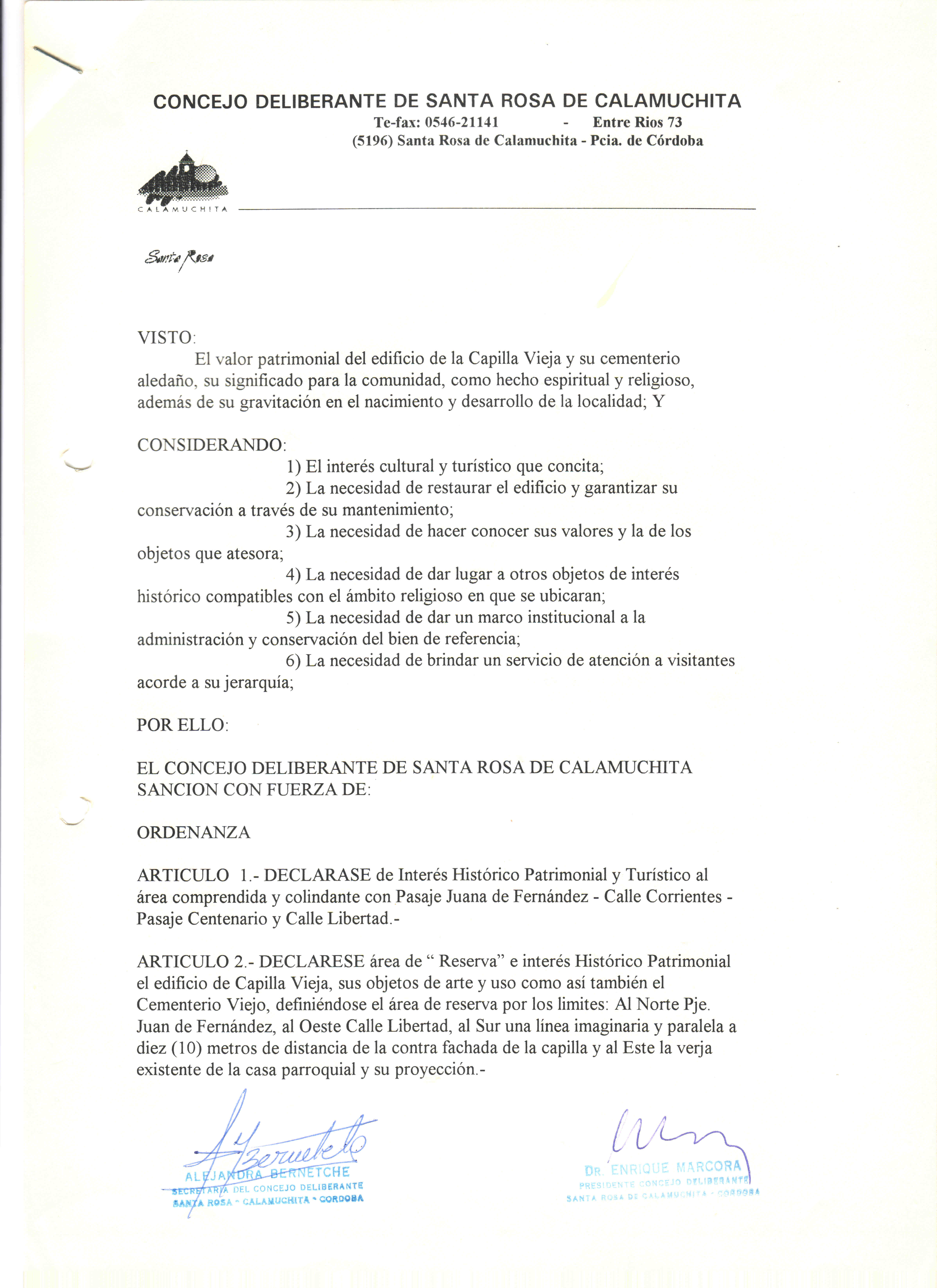
Declaratoria de interés histórico de la capilla vieja

La capilla fue construida hacia 1784 por el presbítero Vicente Peñaloza, cura vicario de Calamuchita, en la estancia Santa Rosa que la había comprado de los herederos de Pedro Carranza.
Por el año 1802, la estancia es adquirida por Pedro Núñez, esposo de Gregoria Ortiz, hija de José Antonio Ortiz del Valle, el “rey de los suelos de Calamuchita”, dueño de la estancia contigua de San Ignacio de los Ejercicios.
Más adelante, a los nuevos dueños de la estancia Santa Rosa, el matrimonio constituido por Mercedes Prado Núñez (nieta de Pedro Núñez y Gregoria Ortiz) y Estanislao Baños, les preocupó que el deterioro en los muros del templo y que los feligreses se estaban quedando sin capilla. Por tal motivo, decidieron reconstruirla y además donar hacia el año 1877 “…una cuadra cuadrada… quedando la iglesia en la mitad … para que dicha tierra se pudiera poblar…”, solicitando a la vez que el obispo la convirtiera en parroquia y enviara un cura permanente al lugar.
Esta donación marcó un mojón en el origen del pueblo y determinó un espacio-plaza alrededor del cual muy lentamente fue poblándose.
Otra restauración en 1913, le otorga la fisonomía actual: techos abovedados soportados por una planta en cruz, fachada colonial con dos torres a cada flanco que se coronan en el campanario.
Hacia 1990 se inicia una nueva puesta en valor, a cargo de la Municipalidad, incluyendo un tratamiento de pircado perimetral para enfatizar su volumetría, un atrio enladrillado, un monumento conmemorativo del antiguo cementerio, y la apertura de la puerta del campanario y de la salida del viejo púlpito (con planos del Arq. Jorge Biasotto).
Posteriormente, en 1997, el templo fue convertido en el Museo de Arte Religioso Santa Rosa de Lima. El marco legal llega con una ordenanza del Concejo Deliberante de Santa Rosa de Calamuchita que declara de interés histórico, cultural y turístico el sector y particularmente Área de reserva, al edificio de la capilla Vieja, sus objetos de arte y su cementerio. Este museo funcionó a cargo de la municipalidad hasta marzo de 2006 cuando fue reintegrado a la tutela de la iglesia parroquial.
La capilla es considerada uno de los principales recursos culturales en este espacio del casco histórico, en el que aún perduran añosas viviendas como la casa de “Los Recuerdos”, las habitaciones de Hermógenes Moyano, la casa de doña Juana Fernández y la casa parroquial. Hacia 1992, en concordancia con la demanda turística, se construyó un restaurante “ambientado de época”,[cita requerida] a lo que se añade a pocos pasos la iglesia y el museo Estanislao Baños.

### Biblioteca Popular Almafuerte (Pedro B Palacios)

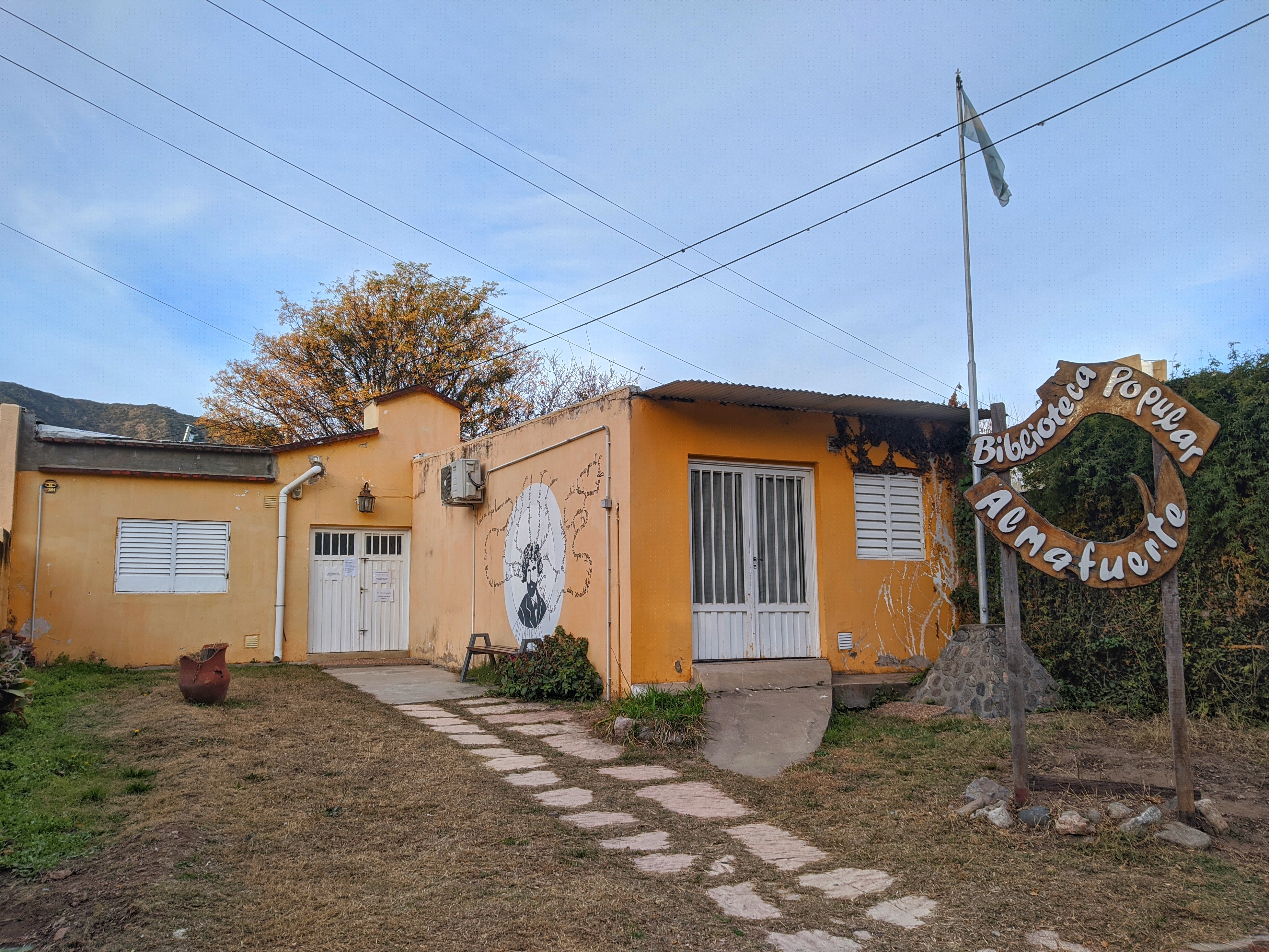
Biblioteca Popular Almafuerte en Santa Rosa de Calamuchita

La biblioteca se constituye como una institución popular el 17 de mayo de 1959, por el entusiasmo de un grupo de vecinos que, motivados por promover el acceso a la lectura, se reunieron con el propósito de organizarla. Se eligió la comisión directiva, la cual quedó conformada de la siguiente manera: Presidente: Francisco Alfredo Garay; Vicepresidente: Dra. Elsa Bonetto de Oggero; Secretario: Dr. Rodolfo Cristofi; Tesorero: Paulino Fernández; Vocales: Dr. David Bustos; Pedro Villa; Dr. Juan Espejo.
Durante sus primeros años funcionó en lugares prestados, hasta que pudo acceder a su edificio propio mediante un subsidio de la CONABIP, en la calle Córdoba 550.
En la actualidad es una de las bibliotecas más grandes de la región, con un vasto fondo bibliográfico destinado a cubrir la demanda de los socios. Además forma parte de las bibliotecas con fondo histórico, el cual consta de obras correspondientes al período del presidente Juan Domingo Perón, donadas por la familia de César Ojeda, ministro de Aeronáutica durante dicho período, además de obras bibliográficas de distintos géneros que datan de 1900.

### Agrupación tradicionalista Gauchos de Calamuchita
Impulsada por el deseo de visibilizar las tradiciones, en particular las que se relacionan con la vida del gaucho, un grupo de vecinos crean la Institución el día 5 de julio de 1981. En la Fiesta de la Tradición que se realiza en el predio propio de la agrupación, ubicado en el barrio La Hungría hacen muestras de sus habilidades en las jineteadas, destrezas criollas y espectáculos musicales.

### Radiodifusión

#### Primera radio de Calamuchita
Hacia los años 60, Santa Rosa tenía una propaladora que manejaba don Varela, un medio de comunicación que difundió señal de audio por redes de cableado que terminaban en altavoces ubicados en postes de alumbrado y troncos de árboles, y que cubría la necesidad local de información.
Tiempo después, recorrían las calles con una auto parlante una Citroneta de Visentín y luego con una radio sobre ruedas Jorge Ruegg amplió la cobertura en los barrios.
Mario Ángel Kalas –hijo de inmigrantes libaneses que llegaron al poblado hacia 1926– aficionado al sonido y a la radiodifusión, tras trabajar mucho tiempo con sonido y auto parlantes, instala en la calle Libertad 126 la primera radio del valle, llamada SR1 de circuito cerrado, con licencia, que comienza a rodar en 1985.
Más adelante, para no quedar fuera del mercado, agrega además a la propuesta radiofónica la primera FM de Calamuchita. Tras unos pocos años[¿cuándo?] es comprada por Mario Ucacar, Jorge Martínez y Ricardo Lleo, luego por Barragat y finalmente por Néstor Lucero que sale al aire como FM Mediterránea.
Un aparato de radio instalado en las viviendas y los comercios emitía la programación de la radio, este emprendimiento fue una especie de semillero de todas las actuales radios de la localidad.

## Geografía

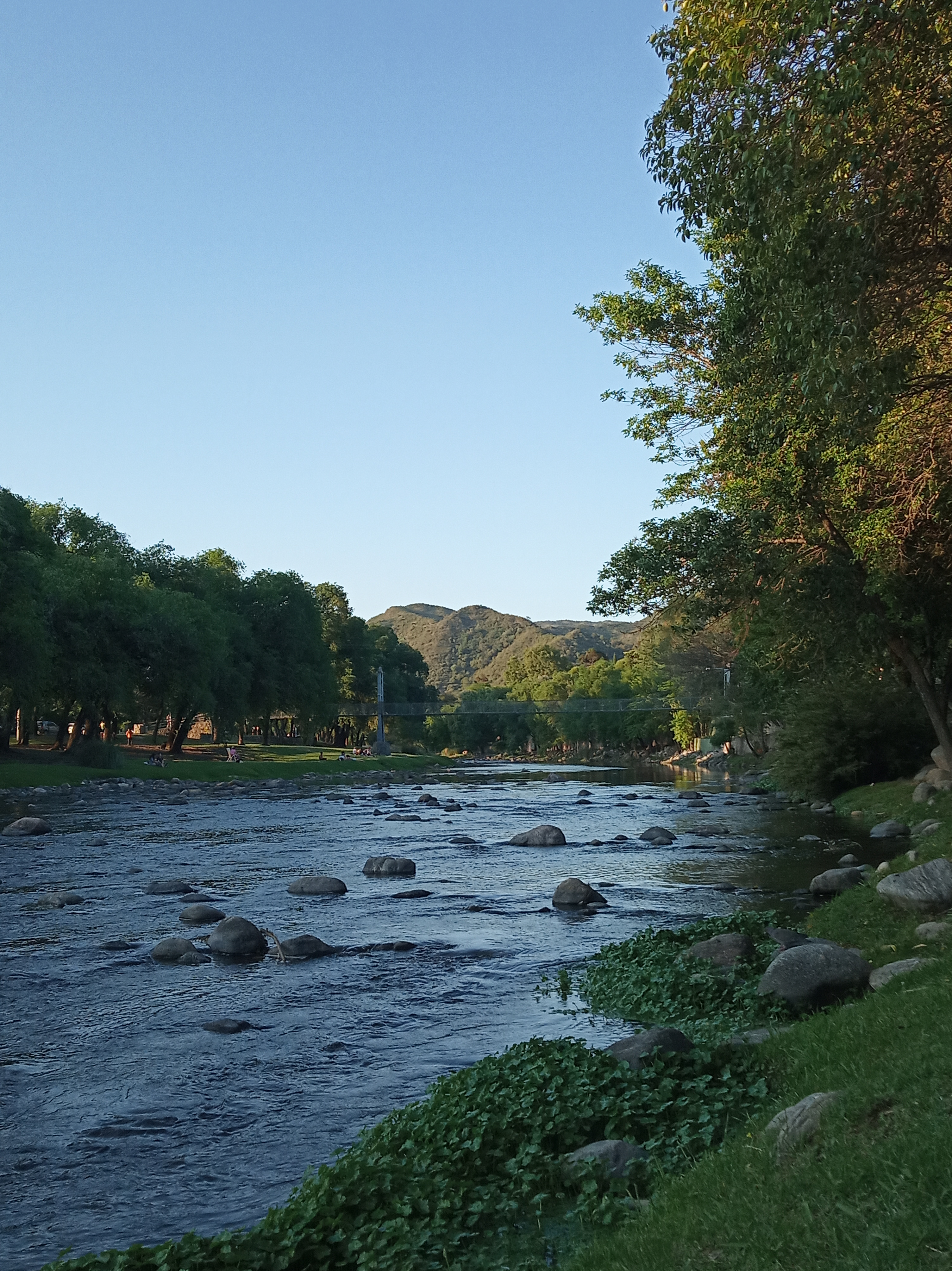
Río Santa Rosa y puente colgante.

En el paisaje destaca el límpido río Santa Rosa (uno de los principales afluentes del Ctalamochita); el río se halla naturalmente adornado con rocas de interesante aspecto y el territorio en el cual se encuentra la población posee densos bosques de caducifolias y coníferas. El clima es agradable (templado) casi todo el año, aunque en invierno suele ser frío e incluso llega a nevar.
Casi inmediatamente al este de la ciudad se encuentra la sierra llamada Cumbres del Hinojo entre las cuales se destaca el fácilmente escalable cerro del Viacrucis. Las Cumbres del Hinojo son una continuación meridional de la Sierra Chica.
Unos 50 km al oeste, ascendiendo por el fragoso valle del río Santa Rosa se alcanzan las Cumbres de Achala continuación de la Sierras Grandes, allí se encuentra el cerro Champaquí de 2790 m de altura. Todo este conjunto de montañas forma parte de las Sierras de Córdoba.

### Población
Cuenta con 19 012 habitantes (Indec, 2022), lo que representa un incremento del 53% frente a los 12 395 habitantes (Indec, 2010) del censo anterior. 
| Gráfica de evolución demográfica de Santa Rosa de Calamuchita entre 1991 y 2022 |
|                                                                                 |
| Fuente: censos nacionales del INDEC                                             |

### Sismicidad
La sismicidad de la región de Córdoba es frecuente y de intensidad baja, y un silencio sísmico de terremotos medios a graves cada 30 años en áreas aleatorias. Sus últimas expresiones se produjeron:
- 22 de septiembre de 1908 (116 años), a las 17.00 UTC-3, con 6,5 Richter, escala de Mercalli VII; ubicación 30°30′0″S 64°30′0″O / -30.50000, -64.50000; profundidad: 100 km; produjo daños en Deán Funes, Cruz del Eje y Villa de Soto, provincia de Córdoba, y en el sur de las provincias de Santiago del Estero, La Rioja y Catamarca[26]

- 16 de enero de 1947 (78 años), a las 2.37 UTC-3, con una magnitud aproximadamente de 5,5 en la escala de Richter (terremoto de Córdoba de 1947)[25]

- 28 de marzo de 1955 (70 años), a las 6.20 UTC-3 con 6,9 Richter: además de la gravedad física del fenómeno se unió el desconocimiento absoluto de la población a estos eventos recurrentes (terremoto de Villa Giardino de 1955)

- 7 de septiembre de 2004 (20 años), a las 8.53 UTC-3 con 4,1 Richter

- 25 de diciembre de 2009 (15 años), a las 21.42 UTC-3 con 4,0 Richter

## Intendencias
| Nombre                    | Partido              | Período                               | Período                             | Notas                                                                      |
| ------------------------- | -------------------- | ------------------------------------- | ----------------------------------- | -------------------------------------------------------------------------- |
| Luis Oscar Moyano         |                      | 1950/1951                             | 1955                                | Comisionado municipal.                                                     |
| José Clemente Garelli     |                      | 28 de septiembre de 1955              | 1958                                | Comisionado municipal.                                                     |
| Roberto Antonio Giayetto  | UCRI[cita requerida] | 1 de mayo de 1958[cita requerida]     | 29 de marzo de 1962[cita requerida] | Primer intendente municipal. Depuesto por golpe de Estado.[cita requerida] |
|                           | -                    |                                       |                                     | De facto.                                                                  |
| Luis Martín               | UCR[cita requerida]  | 12 de octubre de 1963[cita requerida] | 28 de junio de 1966                 | Depuesto por golpe de Estado.                                              |
|                           | -                    |                                       |                                     | De facto.                                                                  |
| Roberto Antonio Giayetto  | -                    | 1971                                  | 1973                                | De facto.                                                                  |
| Virgilio Rinaldi          | Unión Vecinal        | 1973                                  | 1975                                | Renuncia.                                                                  |
| Carlos Eduardo Vismara    | Unión Vecinal        | 1975                                  | 1976                                | Interino.                                                                  |
| Carlos Eduardo Vismara    | -                    | 1976                                  | 1981                                | De facto.                                                                  |
| Roberto Antonio Giayetto  | -                    | septiembre de 1981                    | 10 de diciembre de 1983             | De facto.                                                                  |
| Atilio Arnaldo Atanazoff  | UCR                  | 10 de diciembre de 1983               | 10 de diciembre de 1987             | [ 27 ]                                                                     |
| Osvaldo Llanos            | PJ                   | 10 de diciembre de 1987               | 10 de diciembre de 1991             | [ 27 ]                                                                     |
| Osvaldo Llanos            | PJ                   | 10 de diciembre de 1991               | 10 de diciembre de 1995             | Reelección.                                                                |
| Osvaldo Llanos            | PJ                   | 10 de diciembre de 1995               | 10 de diciembre de 1999             | Reelección.                                                                |
| Ángel Llanos              | PJ                   | 10 de diciembre de 1999               | 29 de marzo de 2003                 | Falleció en el cargo.                                                      |
| Noemí Gigena de Magalhaes | PJ                   | 29 de marzo de 2003                   | 10 de diciembre de 2003             | Interina.                                                                  |
| Noemí Gigena de Magalhaes | PJ                   | 10 de diciembre de 2003               | 10 de diciembre de 2007             | [ 27 ] [ 29 ]                                                              |
| Claudio Chavero           | Unión por Córdoba    | 10 de diciembre de 2007               | 10 de diciembre de 2011             | [ 30 ]                                                                     |
| Claudio Chavero           | Unión por Córdoba    | 10 de diciembre de 2011               | 10 de diciembre de 2015             | Reelección.                                                                |
| Claudio Chavero           | Unión por Córdoba    | 10 de diciembre de 2015               | 10 de diciembre de 2019             | Reelección.                                                                |
| Claudio Chavero           | PJ                   | 10 de diciembre de 2019               | 10 de diciembre de 2023             | Reelección.                                                                |
| Eduardo Martín            | Juntos por el Cambio | 10 de diciembre de 2023               | 10 de diciembre de 2027             | [ 34 ]                                                                     |

## Turismo
Santa Rosa de Calamuchita se destaca por sus movimientos y flujo turístico en vacaciones de verano e invierno, o en la fiesta de la primavera, como así también en fines de semanas largos, donde gente de todo el país visita la localidad. Tiene un masivo movimiento de gente por su bellezas naturales y por ser centro del Valle de Calamuchita, pudiendo realizar todas las actividades turísticas (recorridos turísticos); y luego, volver y poder disfrutar de toda su gastronomía y espectáculos nocturnos. Se pueden visitar las playas y balnearios sobre el río Santa Rosa, algunas de ellas son: Nahuascat, Balneario puente colgante, Piedras Rosadas, Puchuqui Beach, Refugio de los pájaros, Balneario La Choza, Santa Rita, Puente de Hierro, Playa soleada, La rinconada, etc. Otras actividades son las cabalgatas en Santa Mónica, andar en bici o caminar hacia el Calicanto Jesuita o la Reserva Natural La Cascada. Además existe la posibilidad de visitar productores regionales, estancias históricas, capillas, galerías de arte y recorrer el circuito de puentes.
Tiene una variada cantidad de Eventos Durante todo el año.
Uno de sus hoteles es el Hotel Yporá (del guaraní aguas bellas). Su construcción comenzó en 1938 por pedido de Diego Garzón, a fin de alojar a posibles compradores de sus tierras y al incipiente turismo, y fue inaugurado en 1940. Allí se alojaron personalidades como Eva Perón (protagonista de la película La pródiga, filmada en 1945 en sus alrededores), Angelillo, Mercedes Sosa, entre otras.